# ボフミル・イーレク
ボフミル・イーレク（Bohumil Jílek 1892年10月17日 - 1963年8月3日）は、チェコスロバキアの政治家。1925年から1929年までチェコスロバキア共産党の初代書記長を務めた。

## 生涯
彼の父親ヤン・イーレクJan Jílekは地元の警官だった。彼は議員となる前、ジャーナリストとして働いていた。 
1925年の議会選挙で彼は国会議員となり、チェコスロバキア共産党の書記長となった。しかし、1929年にチェコスロバキア共産党の指導者であるクレメント・ゴットワルトに賛同した急進的な共産主義者のグループの出現により、彼は権力を失った。1929年6月に彼はチェコスロバキア共産党を去り、議会でレーニン主義者と呼ばれる新しいチェコスロバキア共産党（先述のチェコスロバキア共産党とは異なる）のメンバーとなった。
1948年以降はフランスを経てアメリカ合衆国に移住した。